# La Vérité
La Vérité (bra A Verdade) é um filme franco-italiano de 1960, do gênero drama, dirigido por Henri-Georges Clouzot e estrelado por Brigitte Bardot.

## Sinopse
Dominique Marceau (Bardot) é julgada pela morte de seu amante Gilbert Tellier (Frey), e, durante o processo, todos os lados da personalidade da ré vão surgindo, conforme o ponto de vista de cada testemunha.

## Prêmios e indicações
Oscar 1961
- Indicado: Melhor filme estrangeiro[3]

Globo de Ouro 1961
- Venceu: Melhor filme estrangeiro[4]